# بازارچه لحاف‌دوزان
بازارچه لحاف‌دوزان، مربوط به دوره قاجار است و در مرکز شهرکرد، کوچه حوزه امامیه واقع شده‌است. این اثر در تاریخ ۱۱ مرداد ۱۳۸۴ با شمارهٔ ثبت ۱۲۴۲۴ به‌عنوان یکی از آثار ملی ایران به ثبت رسیده‌است.این بازار قدمتی بیش از ۱۴۰ سال دارد و همه نیازهای اهالی شهرکرد و شهرستان های اطراف در این بازارچه تأمین می شده است.